# Chiesa di San Nicolò (Foligno)
La Chiesa di San Nicolò è un edificio religioso che si trova in Piazza San Nicolò a Foligno. 

## Storia e descrizione
La chiesa sarebbe stata edificata, secondo Lodovico Jacobilli, nel 1094, seppur le prime menzioni documentarie risalgano al 1103 e al 1120, anno in cui fu affidata ai Benedettini dell'Abbazia di Sassovivo. La chiesa primitiva era quindi di aspetto romanico, aveva lo stesso orientamento, ma era più piccola. Nel 1281 la chiesa, dotata già di un convento annesso con chiostro, tornò sotto il controllo vescovile, ma nel 1348 fu concessa agli Olivetani che, trovandoli degradati, subito dopo praticamente li ricostruirono in buona parte e la chiesa assunse le dimensioni attuali. Di questa fase rimangono il portale laterale, aperto come nuovo ingresso principale, la volta a crociera della sacrestia e due bifore gotiche nel chiostro. Nel 1434 il complesso passò ai frati eremitani agostiniani e da questo momento in poi la chiesa fu arricchita di notevoli opere rinascimentali di cui sono ancora oggi testimonianza quella di Bartolomeo di Tommaso e le due di Niccolò di Liberatore detto l'Alunno. Alla metà del Settecento l'interno della chiesa fu completamente rinnovato, soprattutto nell'aspetto decorativo e fornita subito dopo di alcune moderne tele di Domenico Luigi Valeri. Dopo il terremoto del 1997 l'edificio fu ristrutturato e riaperto nel 2005. 

La facciata, rimasta incompiuta, ha un portale rinascimentale della fine del Quattrocento che proviene dalla cappella che conteneva il polittico di Niccolò di Liberatore detto l'Alunno, di cui costituiva l'ingresso.

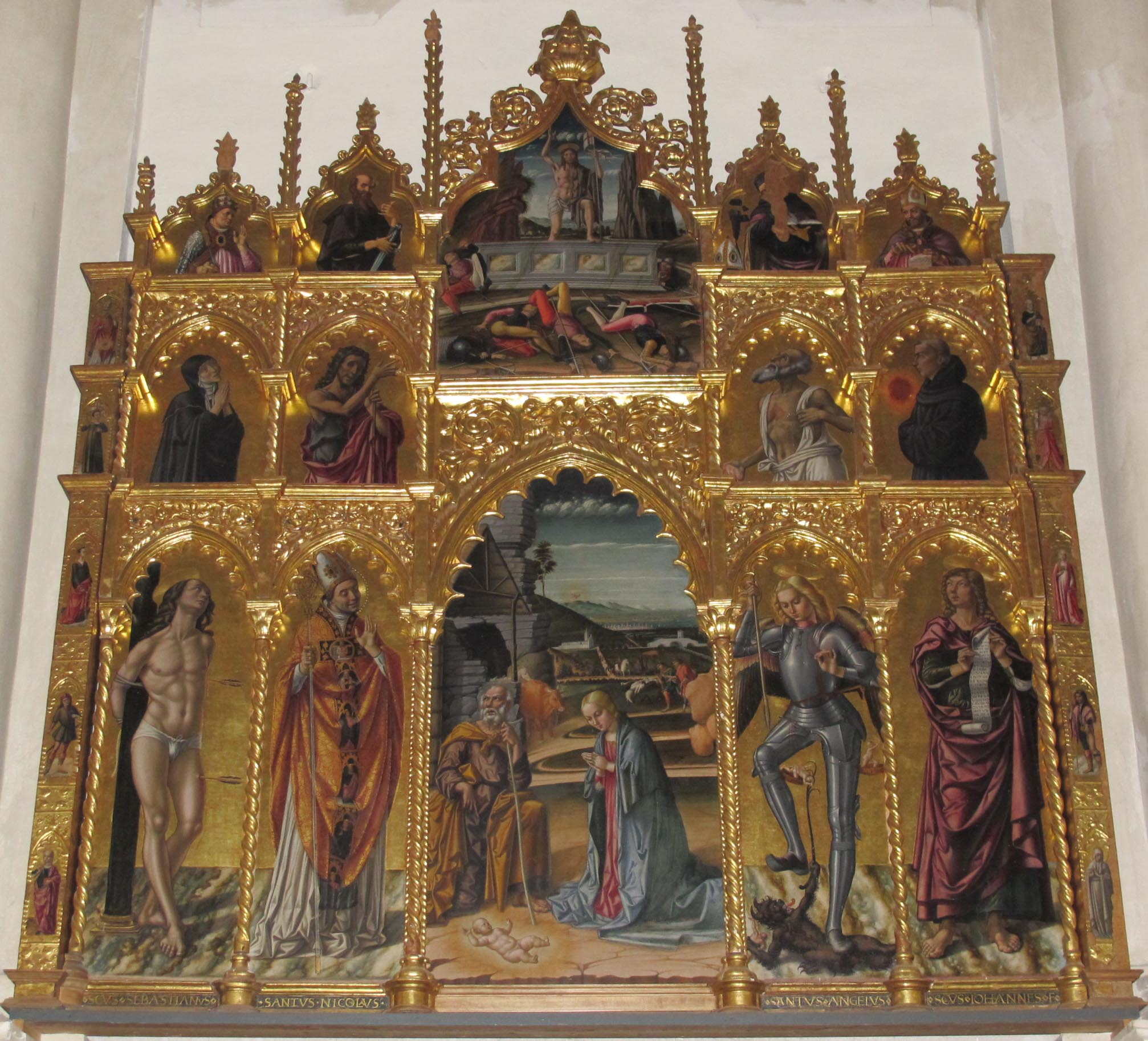
Niccolò di Liberatore, Polittico di donna Brigida.

L'interno, a navata unica con cappelle laterali comunicanti, presenta l'aspetto settecentesco datole a metà del secolo seguendo il disegno di Pietro Loni del 1748 (ma realizzato da Nicolò Cesari). Al primo altare destro è un interessante Crocifisso ligneo di fine Cinquecento, non attribuito ad alcun scultore. Alla parete della cappella è una tela con la Madonna del Buon Consiglio e Santi di Domenico Valeri, firmata e datata 1760.
La chiesa custodisce due importanti opere del menzionato pittore rinascimentale: una è il Polittico di donna Brigida, del 1492, visibile nella seconda cappella destra e raffigura, nel riquadro centrale la Natività, a sinistra San Sebastiano e San Nicola da Bari, a destra San Michele Arcangelo e San Giovanni Evangelista; al di sopra, a sinistra Santa Monica e San Giovanni Battista, a destra San Girolamo e San Nicola da Tolentino; nella cimasa, al centro Resurrezione di Cristo, a sinistra San Gelasio I papa e San Paolo, a destra Sant'Antonio abate e Sant'Agostino. La donna Brigida che dà il nome al polittico, nata Elmi, una volta vedova del banchiere e mercante Michele di Nicolò Picche, fondò già nel 1478 una cappella nella chiesa di Sant'Agostino in onore e memoria del marito defunto, e commissionò al pittore un polittico che però venne completato solo dopo la sua morte, nel 1492. Prelevato da Napoleone e restituito senza la predella oggi al Louvre, fu poi collocato nella presente chiesa. Il polittico rappresenta uno dei raggiungimenti più alti della maturità del pittore, nel quale l'influenza del Crivelli si arricchisce delle novità elaborate a Perugia con il Vannucci in direzione di una maggiore dolcezza espressiva che convivono con influenze nordiche. 
Nella cappella a destra del presbiterio è invece un'altra pala con l'Incoronazione della Vergine e i Santi Antonio Abate e Bernardino da Siena e, in alto, Cristo incorona la Vergine in una gloria di cherubini, in basso, a sinistra Sant'Antonio abate ed a destra San Bernardino da Siena, e nella predella un Ecce Homo con ai lati la Vergine e San Giovanni Evangelista. L'opera fu fatta realizzare da Antonia di ser Nuto in memoria del defunto marito Giovanni Antonio di Marino Nocchi nel 1495 e si trova sostanzialmente nella collocazione originaria.  La pala, però, concepita come tabula quadrata secondo i più moderni canoni fiorentini, ha subìto un adattamento all'altare ristrutturato nel Settecento, perdendo probabilmente un elemento di coronamento a forma di timpano o di lunetta. Oltre ad alcuni elementi stilistici, la pala condivide con l'altra in questa stessa chiesa l'importanza del paesaggio dettagliatamente e nitidamente descritto, mentre la Vergine realisticamente invecchiata e il Cristo dai lunghi capelli biondi mostrano la stessa mescolanza di caratteri adriatici, toscani e nordici.
Nell'abside si trova la grande tela con la Madonna col Bambino e i Santi Nicola di Bari ed Agostino di Sebastiano Conca firmata e datata 1752.
In sacrestia è un affresco quattrocentesco con la Crocifissione, opera di Bartolomeo di Tommaso e un bancone composto di parti intarsiate e parti dipinte, attribuibile a Pollione di Gaspare e databile tra fine Quattrocento e inizio Cinquecento.
Al terzo altare sinistro è un'altra tela del Valeri con l'Elemosina di San Tommaso da Villanova e Santi, anch'essa firmata e datata 1760. Il primo altare sinistro è invece ornato da una tela di Marcantonio Grecchi, pittore di origine senese ma attivo tra Spello e Foligno, con il Martirio di Santo Stefano, del 1611.